# 렌즈 공간
위상수학에서 렌즈 공간(영어: lens space)은 일련의 3차원 위상다양체들이다.

## 정의
{\displaystyle p,q}가 서로소 양의 정수라고 하자. 3차원 초구 {\displaystyle S^{3}}를 {\displaystyle S^{3}\subset \mathbb {C} ^{2}}로 간주하자. 그렇다면 {\displaystyle S^{3}} 위에 다음과 같은 {\displaystyle \mathbb {Z} /p} 작용을 정의할 수 있다.
{\displaystyle [1]\in \mathbb {Z} /p\colon (z_{1},z_{2})\mapsto (\exp(2\pi i/p)z_{1},\exp(2\pi iq/p)z_{2})}
이 작용에 대한 몫공간
{\displaystyle S^{3}/(\mathbb {Z} /p)}
을 렌즈 공간 {\displaystyle L(p,q)}라고 한다.

## 성질
렌즈 공간 {\displaystyle L(p,q)}는 3차원 (경계가 없는) 위상다양체이며, 모두 자이페르트 다양체(영어: Seifert manifold)의 특수한 경우다.
정의에 따라, 렌즈 공간 {\displaystyle L(p,q)}의 기본군은
{\displaystyle \pi _{1}(L(p,q))=\mathbb {Z} /p}
이다.

## 분류
두 렌즈 공간 {\displaystyle L(p,q)}, {\displaystyle L(p',q')}이 호모토피 동치일 필요충분조건은 다음과 같다.
어떤 정수 {\displaystyle n}이 존재하여,
{\displaystyle q_{1}q_{2}\equiv -n^{2}{\pmod {p}}}
두 렌즈 공간 {\displaystyle L(p,q)}, {\displaystyle L(p',q')}이 위상동형일 필요충분조건은 다음과 같다.
{\displaystyle q_{1}\equiv \pm q_{2}^{\pm 1}{\pmod {p}}}